# تئو راینهارت
تئو راینهارت (انگلیسی: Theo Reinhardt؛ زادهٔ ۱۷ سپتامبر ۱۹۹۰) دوچرخه‌سوار اهل آلمان است.
وی در مسابقات کشوری و بین‌المللی در مجموع برندهٔ ۱ مدال طلا شده‌است.